# Eirenis decemlineatus
Eirenis decemlineatus е вид змия от семейство Смокообразни (Colubridae). Видът не е застрашен от изчезване.

## Разпространение и местообитание
Разпространен е в Израел, Йордания, Ирак, Ливан, Сирия и Турция.
Обитава гористи местности и градини.